# توشيهيدي سايتو
توشيهيدي سايتو (斉 藤 俊秀) ولد في 20 أبريل 1973 في شيميزو،شيزوكا،اليابان هو لاعب كرة قدم ياباني ومدير فني واللاعب السابق.

## روابط خارجية
1. ↑  "معلومات عن توشيهيدي سايتو على موقع national-football-teams.com". national-football-teams.com. مؤرشف من الأصل في 2020-03-15.
2. ↑  "معلومات عن توشيهيدي سايتو على موقع static.fifa.com". static.fifa.com. مؤرشف من الأصل في 2019-04-08.
3. ↑  "معلومات عن توشيهيدي سايتو على موقع transfermarkt.com". transfermarkt.com. مؤرشف من الأصل في 2020-03-31.

- توشيهيدي سايتو على موقع الاتحاد الدولي (مؤرشف)  (الإنجليزية)
- توشيهيدي سايتو على موقع رابطة كرة القدم اليابانية للمحترفين (اليابانية)
- توشيهيدي سايتو على موقع قاعدة بيانات كرة القدم.إي يو (الإنجليزية)
- توشيهيدي سايتو على موقع ناشيونال فوتبول تيمز (الإنجليزية)
- توشيهيدي سايتو على موقع Soccerway.com (الإنجليزية)
- توشيهيدي سايتو على موقع عالم كرة القدم.نت (الإنجليزية)